# Aula Magna

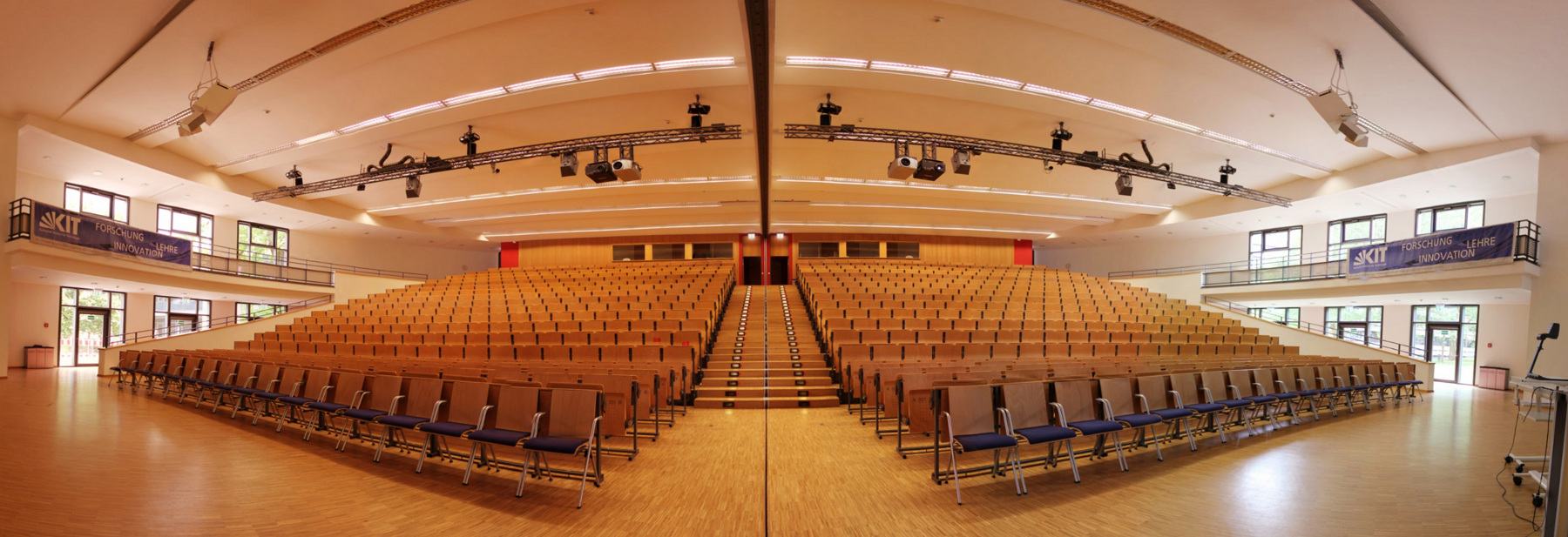
Aspect din Aula Magna a Universității din Karlsruhe (Germania)

Aula Magna, din latinește aula (sală) și magna (mare), este numele frecvent dat celor mai mari săli pe care majoritatea universităților le rezervă pentru diferite festivități.